# Josef Skupa

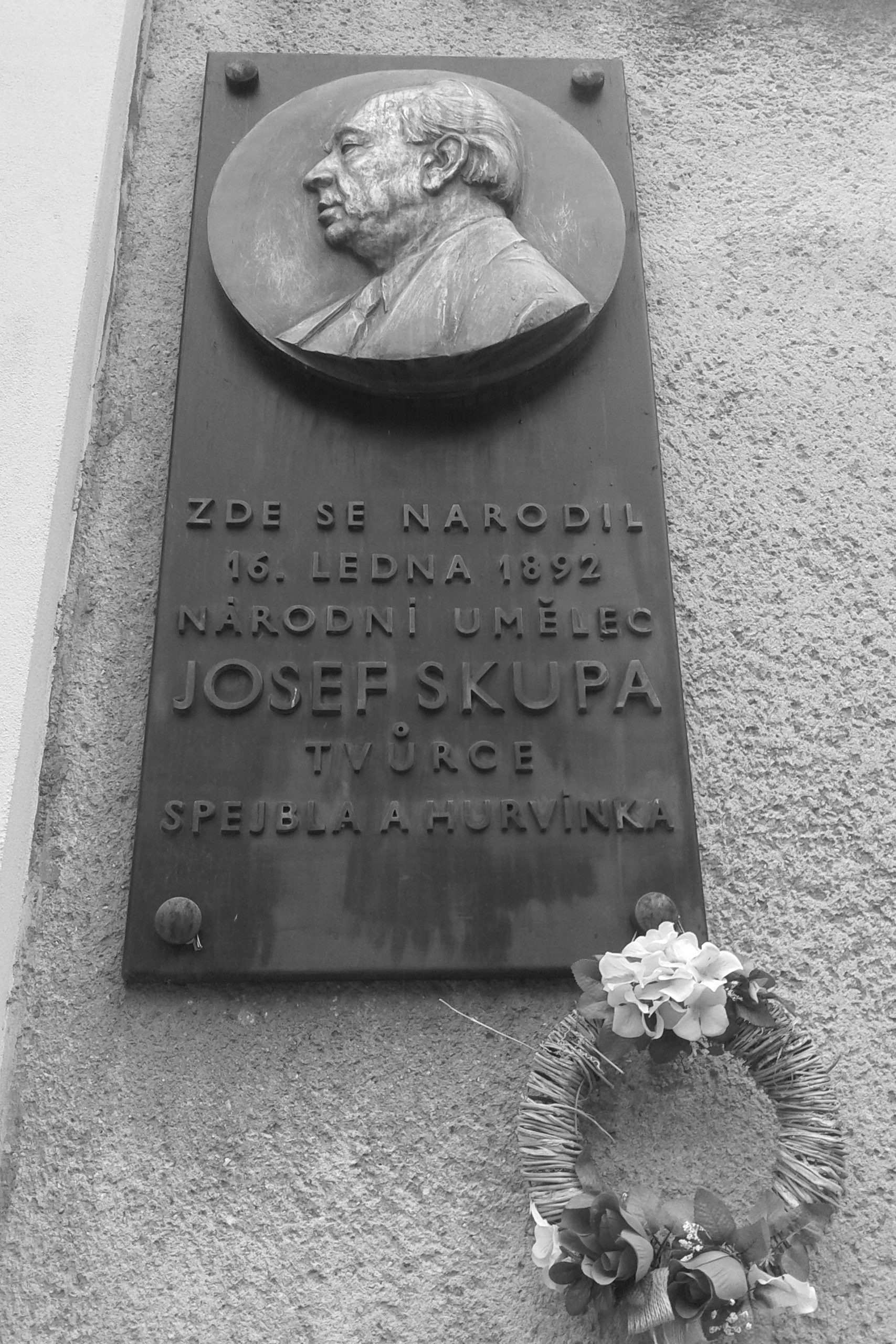
Pamětní deska Prof. Skupy na Velkém náměstí ve Strakonicích

Josef Skupa (16. ledna 1892, Strakonice – 8. ledna 1957, Praha) byl český loutkoherec, zakladatel Divadla Spejbla a Hurvínka. V roce 1948 obdržel titul národní umělec.

## Život

### Mládí
Josef Skupa se narodil ve Strakonicích jako syn četníka. Část svého dětství trávil v Mladějovicích, kde jeho strýc působil jako řídící učitel. Skupa už od dětství projevoval nadání pro loutkové divadlo, a také dobře kreslil. Svá první loutková představení odehrál ve vlastnoručně vyrobených kulisách s papírovými loutkami. Rodina se později přestěhovala do Plzně, kde navštěvoval Mikulášské gymnázium.  V roce 1915 dokončil studium na Uměleckoprůmyslové škole v Praze a stal se středoškolským profesorem kreslení a matematiky. Záhy však musel narukovat do armády, aby se zúčastnil bojů první světové války. Z Uher byl však ze zdravotních důvodů brzy převelen do Plzně, kde pracoval v oddělení vojenské cenzury. Zde také navázal spolupráci s Městským divadlem (pro nějž například navrhoval kulisy) a později s amatérským Loutkovým divadlem Feriálních osad (založeno 1913), pod vedením lidového loutkáře Karla Nováka.

### Amatérské divadlo

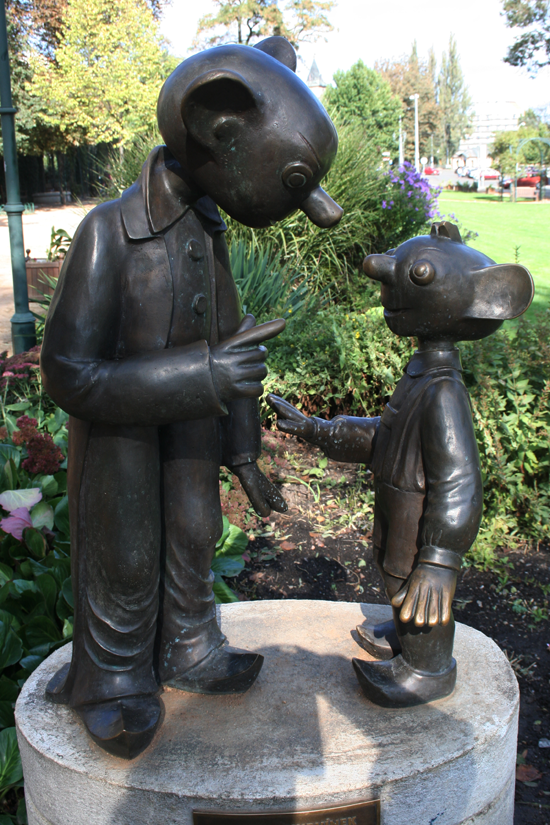
Spejbl a Hurvínek – plzeňský památník na počest Josefa Skupy

Skupa v divadle projevoval značný talent a nadšení a velmi rychle se stal vůdčí osobností. Nejčastěji vystupoval s tradiční loutkou Kašpárka, ale v roce 1919 si od loutkáře Karla Noska nechal podle svého návrhu  vyrobit podivného ušatého panáka, který se měl stát karikaturou přechytřelých měšťáků. Loutka dostala jméno Spejbl a poprvé s ním Skupa vystoupil na podzim roku 1920. Spejbl nejčastěji vystupoval s Kašpárkem, přičemž se stával obětí jeho šprýmů.
12. června 1920 se Skupa oženil s Jiřinou Schwarzovou, dcerou finančního rady. Jejich manželství zůstalo bezdětné, avšak Skupova žena se nadchla pro manželovo divadlo a do konce jeho života jej v jeho činnosti podporovala, pomáhala s přípravou scény a mnoho let byla vodičkou Hurvínka.
Skupa se rozhodl obohatit ansámbl o další loutku a roku 1923 si nechal od  Gustava Noska,  synovce Karla Noska, vyrobit postavu Švejka, s nímž úspěšně vystupoval po tři sezóny. Tím se jeho loutka Spejbla na čas ocitla mimo hlavní divadelní dění, protože ke Švejkovi a vlastně ani ke Kašpárkovi se příliš nehodil. V roce 1926 vyrobil Gustav Nosek jako překvapení pro Skupu jakousi zmenšenou a vylepšenou kopii Spejbla. Skupa se nadchl pro novou loutku, která brzy dostala jméno Hurvínek, a začal vytvářet úspěšná představení, v nichž vystupoval Spejbl jako zmatený a přihlouplý otec a Hurvínek jako jeho mazaný synek. Zpočátku Hurvínka vodil sám Nosek, později paní Skupová.  Divadlo se stává populární scénou s hrami jak pro děti, tak pro dospělé a Skupa dosahuje značné proslulosti. Se svými novými postavami vystupuje v rozhlase, natáčí gramofonové desky, Spejbl s Hurvínkem se objevují i v knižní podobě.
Zakladatel divadla Karel Novák viděl Skupovy úspěchy, ale osobně se s jeho pojetím loutkového divadla nesmířil, a proto se v roce 1927 rozhodl soubor opustit. Skupa se tak stal novým ředitelem divadla. Novou posilou souboru od  roku 1929 byla Anna Kreuzmannová, která od Skupy převzala mluvení Kašpárka (který se ve Skupově pojetí nesnadno odlišoval od Hurvínka). V roce 1930 pro ni byla vytvořena role udivené a přihlouplé dívenky Máničky s velkýma očima. Kreuzmannová ovšem často divadelní soubor z osobních důvodů opouštěla (třeba i na několik sezón), takže Mánička po mnoho dlouhých let nebyla stálou postavou Skupova ansámblu.

### Profesionální divadlo

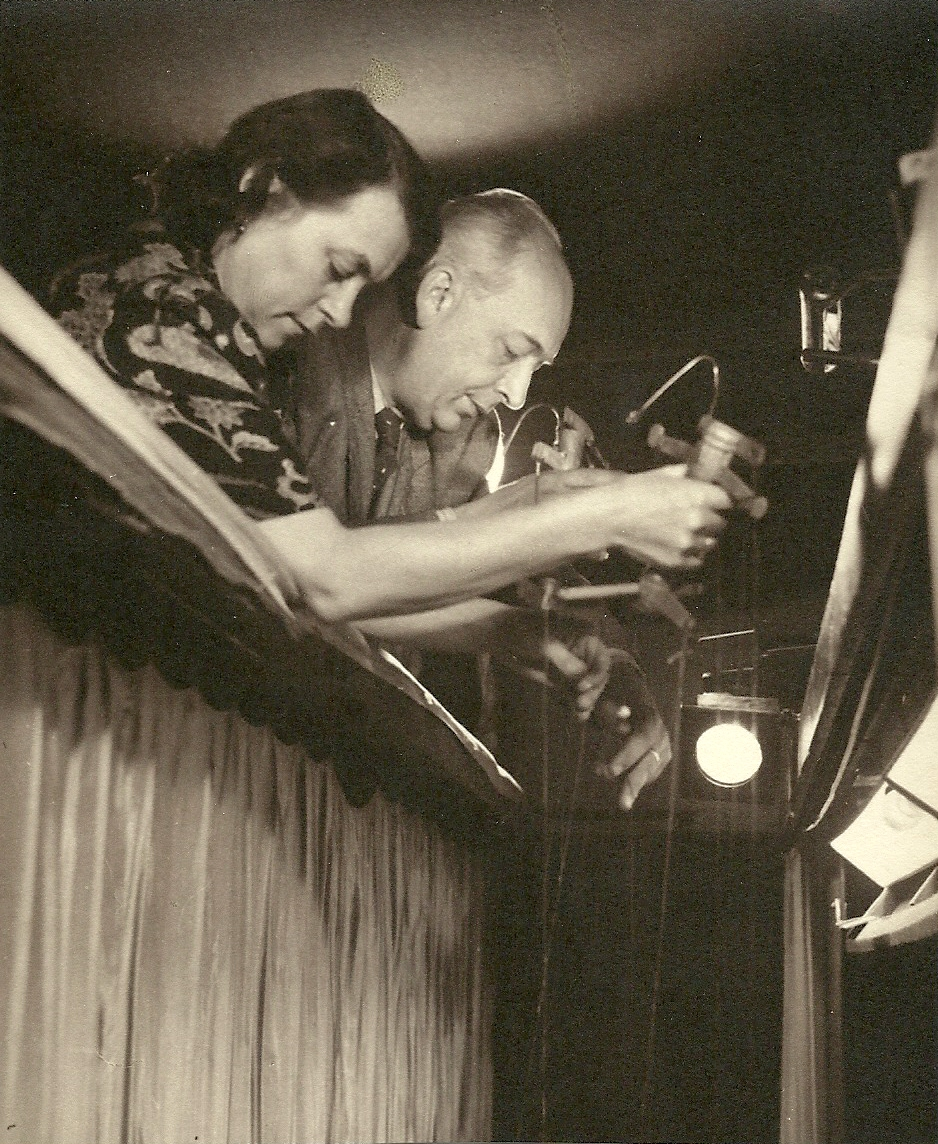
Jiřina a Josef Skupovi při představení, asi 1940

Skupa viděl, že jeho divadlo je oblíbené, a v roce 1930 se proto rozhodl zcela opustit své učitelské povolání a svým loutkám se věnovat profesionálně. Stal se ředitelem divadla s názvem Plzeňské divadlo profesora Josefa Skupy, které mělo zpočátku sedm členů. Divadlo  kromě své stálé scény v Plzni cestovalo po celém Československu, několikrát zavítalo i do zahraničí – i tam ovšem prozatím hrálo téměř výhradně česky, takže síla prezentovaných her spočívala spíše v ukázkách loutkohereckého umění než v dialogu. Zároveň se soubor rozrostl o další pracovníky, Skupa například při školní soutěži objevil talentovaného Jiřího Trnku. Do divadla nastoupil také Jan Vavřík-Rýz, který si pro spejblovské hry vymyslel postavu upovídané babky, paní Drbálkové. Ta sice zpravidla hrála záporné role, ale podobné postavy starých upovídaných žen se budou ve hrách často objevovat a o mnoho desítek let později na jejich základě vznikla čtvrtá hlavní postava divadla, Mániččina bábinka paní Kateřina. Scénáře her většinou psal Frank Wenig ve spolupráci se Skupou, později se připojili i jiní autoři. Převážná většina her ovšem neměla příliš propracovaný příběh, avšak představení i v těch nejméně zdařilých hrách zachraňovalo Skupovo přirozené herectví a jeho obdivuhodná schopnost improvizace.
V roce 1933 se Skupa stal prezidentem mezinárodní loutkářské organizace UNIMA, kterou pak vedl až do své smrti. Divadlo prožilo několik úspěšných sezon, jejich scénky vyšly na gramofonových deskách, účinkovali v rozhlase, hostovali  v Praze. S postupujícím fašismem začala na hry doléhat cenzura. V pořadech pro dospělé se loutky staly komentátory  nepříznivé politické situace. Po mnichovské dohodě napsali Skupa s Wenigem svou nejpozoruhodnější hru, Kolotoč o třech poschodích, v níž se domovnice Drbálková snaží uzurpovat moc ve Spejblovic domě. Hra je zřejmou alegorií mnichovských událostí a jako taková je jedním z nejstatečnějších počinů české kultury té doby. Hra měla premiéru v 10. února 1939 a stihlo se odehrát jen 56 repríz, než byla (už za Protektorátu) zakázána.
Divadlo ovšem pokračovalo ve své činnosti, ale Skupovy hry získávaly vážnější ráz. Nutně se tak mění i charakter Spejbla, kdy se z pomateného mouly postupně stává starostlivý otec. Skupa byl 17. ledna 1944 zatčen za poslech zahraničního rozhlasu  a odsouzen k pěti letům vězení ve věznici v Drážďanech. Krátce na to bylo divadlo zavřeno; některé loutky se podařilo ukrýt, ale část jich byla zabavena gestapem. Skupa pro pozvednutí nálady často svým spoluvězňům přehrával ze své cely spejblovské hry. V únoru 1945 po náletu na Drážďany bylo vězení pobořeno; Skupovi se podařilo uprchnout a vrátit se do Plzně. Tam se obával nového zatčení, a tak se sám přihlásil úřadům, ale znovu už uvězněn nebyl a dočkal se konce války.

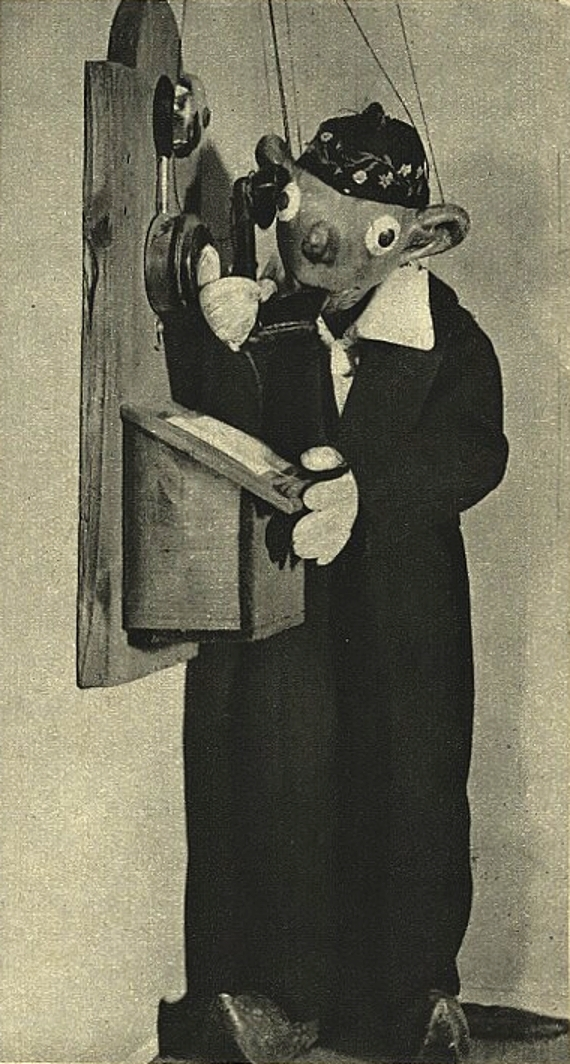
Spejbl v prvním zvukovém filmu, 1931

### Divadlo v Praze
Po válce se Skupa rozhodl divadlo obnovit, ale tentokrát už v Praze, kde měl širší publikum. Soubor s novým názvem Divadlo Spejbla  a Hurvínka měl sídlo v Římské ulici na Vinohradech. Vrátil se k osvědčeným komediím se Spejblem a Hurvínkem a divadlo dosahovalo vynikajících úspěchů, opět často hostovalo i v zahraničí. V roce 1948 byl Josef Skupa jmenován národním umělcem. 
Vnitřně se však divadlo potýkalo s tvůrčími problémy, prakticky nevznikaly žádné kvalitní nové hry, jen se  opakovaly osvědčené prvorepublikové kusy. Tento stav trval v podstatě až do Skupovy smrti. V roce 1953 divadlo opustil Jan Vavřík-Rýz a s ním i paní Drbálková. Nastoupili však noví herci, z nichž nejvýznamnějším byl Miloš Kirschner, který začal  se Skupou alternovat hlavní postavy Spejbla a Hurvínka. Na rozdíl od Skupy se pro zájezdy do zahraničí dokázal naučit text hry v jazyce hostitelské země a teprve s touto inovací se Divadlo Spejbla a Hurvínka stalo skutečně světově proslulým.
Skupa se potýkal se zdravotními problémy, což vedlo k úvahám o budoucnosti divadla. Zatímco Skupova žena soudí, že po manželově smrti by i divadlo – jeho výtvor – mělo skončit, Kirschner a ostatní mladí herci chtěli v činnosti pokračovat. Spor nakonec rozhodl sám Skupa, který  v roce 1956  na zájezdě v Plzni překvapenému publiku oficiálně představil  Kirschnera jako svého nástupce. Manželovo rozhodnutí akceptovala, ač nerada, i Skupova žena.
Už jako velmi nemocný hrál se Spejblem a Hurvínkem na Silvestra 1956 v představení Spejbl na Venuši. Josef Skupa zemřel na infarkt 8. ledna 1957, krátce před plánovanou oslavou svých 65. narozenin. Pochován je na ústředním hřbitově v Plzni.

## Spejblovo filmové opojení – film
Josef Skupa byl v roce 1931 scenáristou a režisérem prvního zvukového filmu s loutkami Spejbla a Hurvínka. Film o délce 1200 metrů produkoval Fišer-Film  v ateliéru A-E. Jednalo se o zvukovou operetku, hranou loutkami o výšce 70 centimetrů, v níž hlavní protagonisté zpívali původní píseň Rukulíbám milostpaní. Spoluautory Skupovi byli kameraman Jan Stallich (1907–1973). Hudbu složil Rudolf Kubín (1909–1973) a scénu vytvořil architekt J. Goldert . Premiéra se konala 7. dubna 1931 v Kině Světozor . Film byl recenzenty přijímán rozporuplně. Na jedné straně byl kvitován vznik prvního zvukového filmu dvojice Spejbl a Hurvínek, na straně druhé bylo J. Skupovi vytýkáno neumění režírování filmu a kameramanovi J. Stallichovi statická kamera.

## Upomínky

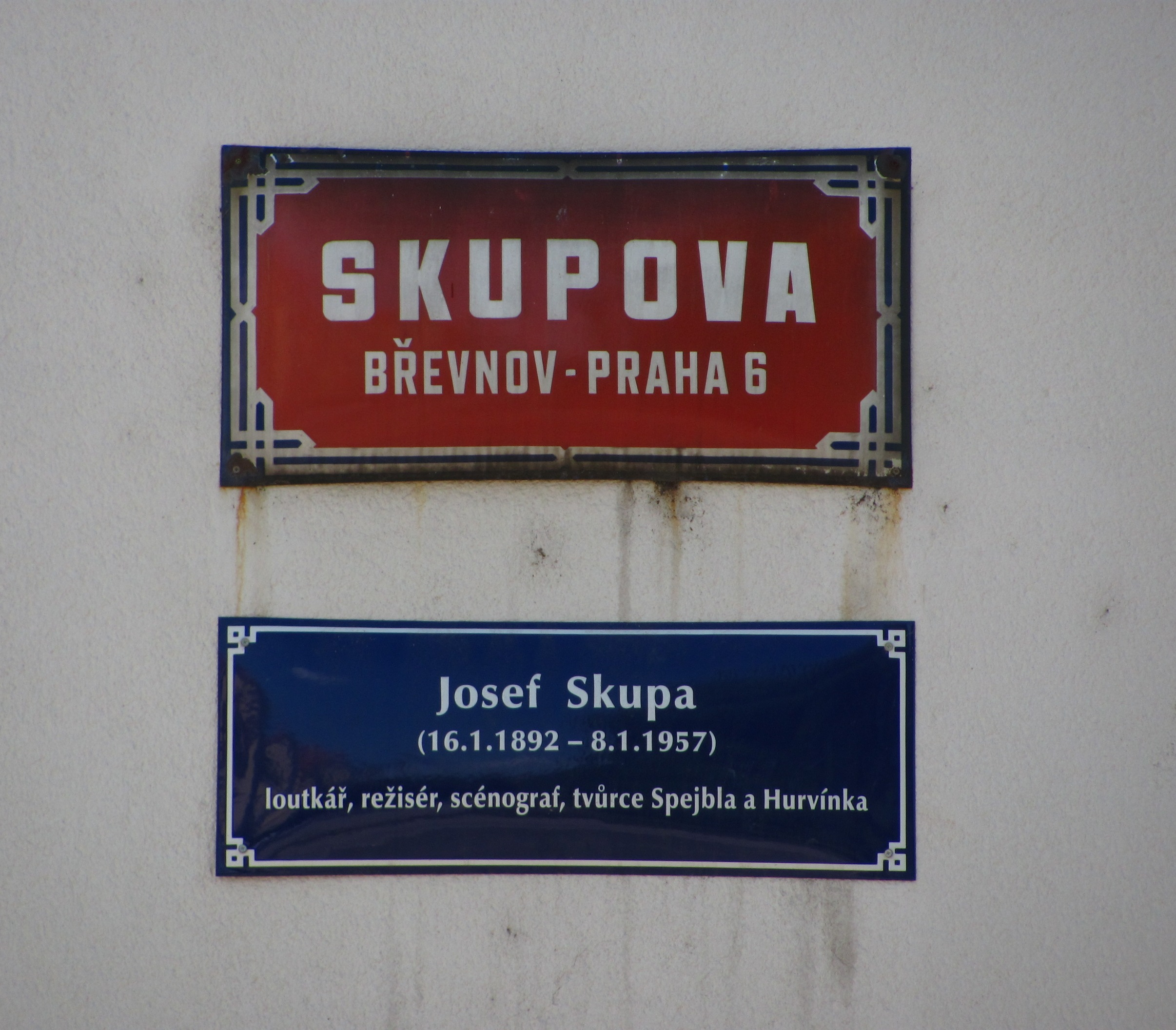
Skupova ulice v Praze 6 – Břevnov

Od roku 1967 je v Plzni pořádán mezinárodní loutkářský festival Skupova Plzeň. 
V Šafaříkových sadech v Plzni stojí od roku 2003 bronzové sousoší Spejbla a Hurvínka, které vytvořili Jaroslav Pleskal a Savvas Vojatzoglu. 
Stříbrná pamětní medaile k 50. výročí úmrtí Josefa Skupy byla v nákladu 1000 kusů pořízena Českou mincovnou. Na medaili se objevuje Hurvínek se Spejblem a Josef Skupa. Medaili o hmotnosti 42 g a průměru 50 mm navrhl Jaroslav Bejvl.
V budově školy v Mladějovicích má Josef Skupa  pamětní desku a od roku 2013 zde také stojí pomník Spejbla a Hurvínka. Místní úspěšný ochotnický spolek také nese Skupovo jméno.
Jeho jméno nesou ulice v Teplicích, Plzni, Praze 6 – Břevnově, ve Strakonicích, v Mostě, Olomouci a v Ostravě-Porubě.
Na jeho počest do prosince roku 2018 nesl jméno rychlík Českých drah R 627/ R 626 Josef Skupa.
V Plzni je věnováno v upomínku na Skupu, Spejbla a Hurvínka na sedmnáct soch či byst.